# Bhatasca expansa
Bhatasca expansa är en insektsart som beskrevs av Irena Dworakowska 1995. Bhatasca expansa ingår i släktet Bhatasca och familjen dvärgstritar.
Artens utbredningsområde är Taiwan. Inga underarter finns listade i Catalogue of Life.